# Microcerculus
Microcerculus es un género de aves paseriformes de la familia Troglodytidae que agrupa a cuatro especies. 

## Especies
Se distinguen las siguientes especies:
- Microcerculus bambla (Boddaert, 1783) — cucarachero alifranjeado;[2]
- Microcerculus marginatus (Sclater, 1855) — cucarachero ruiseñor sureño;[2]
- Microcerculus philomela (Salvin, 1861) — cucarachero ruiseñor norteño;[2] chivirín ruiseñor[1]
- Microcerculus ustulatus (Salvin y Godman, 1883) — cucarachero flautista.[2]